# Dernière adresse
Le projet « Dernière adresse connue » (« После́дний а́дрес ») est un mouvement civique né en Russie qui vise à commémorer les victimes de la répression politique en Union soviétique. En mémoire des victimes, une plaque commémorative de la taille d'une carte postale est installée sur le mur du bâtiment de leur dernier domicile connu. Le principe du projet est formulé ainsi : « Un nom, une vie, un signe ».
Ce projet a été mis en place par une organisation non gouvernementale russe qui se nomme « La Fondation pour la commémoration des victimes des répressions politiques Dernière adresse connue ». Les données biographiques des victimes sont puisées dans la base de l'ONG Memorial.
En automne 2018, le théâtre du Bolchoï a choisi d'utiliser la photographie d'une plaque commémorative « Dernière adresse connue » pour illustrer une affiche de l'opéra du compositeur Alexander Tchaikovsky Une journée d'Ivan Denissovitch, inspiré de la nouvelle d'Alexandre Soljenitsyne — symbolisant ainsi la mémoire des victimes des répressions soviétiques.
En juillet 2019, le mouvement « Dernière adresse connue » est devenue membre de la Coalition internationale des lieux de mémoires (International Coalition of Sites of Conscience).

## Description

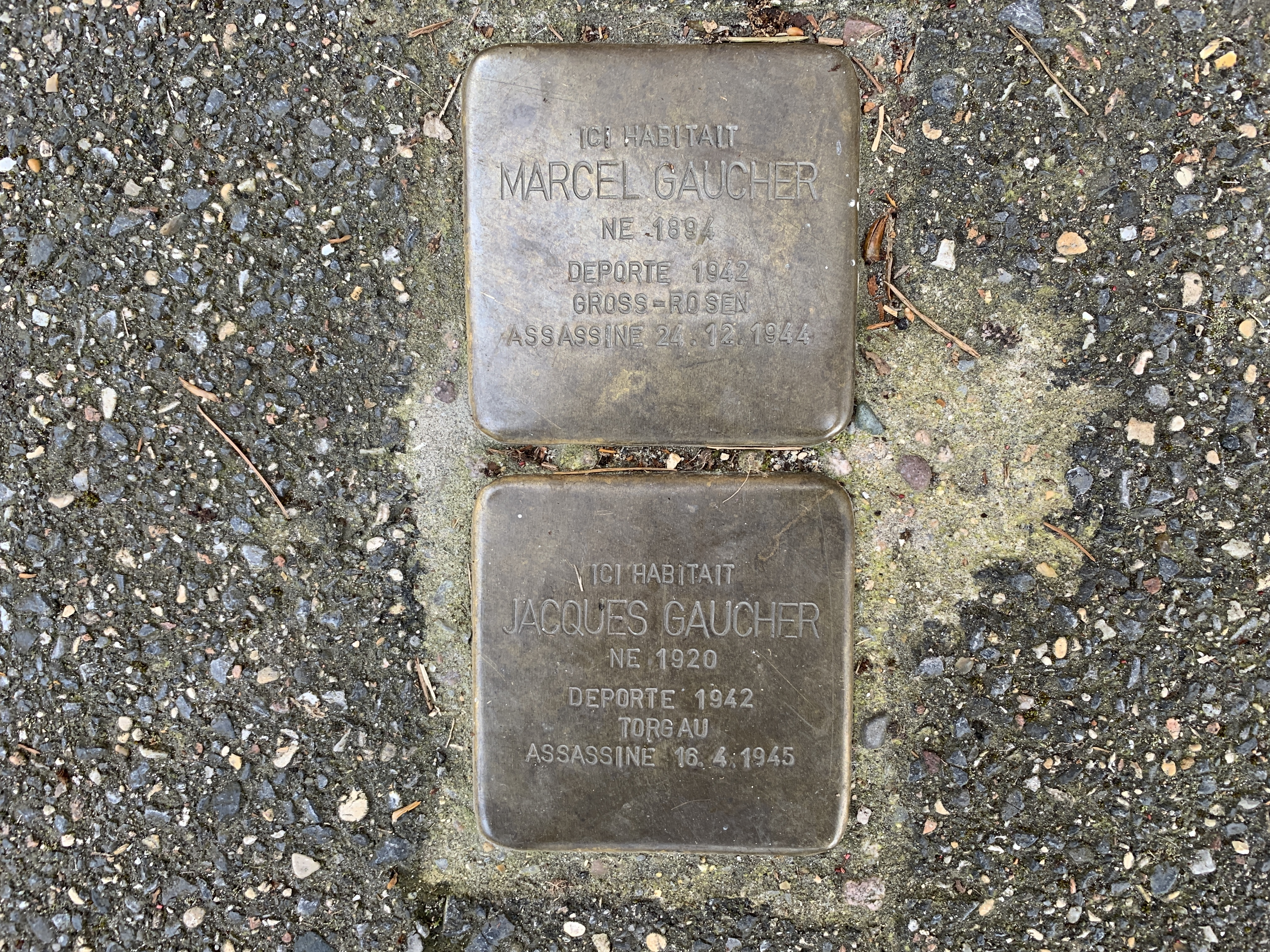
Stolpersteine en mémoire de Marcel et Jacques Gaucher (27 rue Marcel et Jacques Gaucher, Fontenay-sous-Bois)

Le mouvement « Dernière adresse connue » a été initié en 2014 par le journaliste et éditeur russe Sergey Parkhomenko qui s'est inspiré du projet de commémoration des victimes de la Shoah « Stolpersteine » créé par l'artiste allemand Gunter Demnig. Dès le départ, il a bénéficié du soutien de l'ONG « Memorial » et de son président Arseny Roguinsky (ru).
La plaque commémorative a été dessinée par l'artiste Alexandre Brodsky (ru). Elle est fabriquée en acier inoxydable (dimensions : 11 × 19 cm) avec une inscription poinçonnée comportant le nom, la profession, les dates de naissance, d'arrestation, de mort et de réhabilitation de chaque victime.
L'installation de la plaque commémorative est initiée par une personne physique qui paye sa production et sa fixation sur la façade afin d'assurer sa visibilité à partir de l'espace public.

### Base législative
Le projet est conforme à la loi russe « relative de la réhabilitation des victimes des répressions politiques ». Votée en 1991, cette loi définit le statut de victime et fixe le début de la période des répressions politiques au 25 octobre (7 novembre) 1917.

### Financement
Le financement du projet est assuré par la fondation à but non lucratif « Dernière adresse connue ». Tout citoyen peut demander l'installation d'une plaque, et fait alors à la fondation un don couvrant les frais de sa fabrication et son installation. Les frais administratifs et juridiques, les recherches archivistiques et le fonctionnement du site Internet sont financés par les donations.

### Recherches des noms et des adresses des victimes
La base de données de l'ONG Memorial recense les noms des victimes ou l'adresse de leur dernier domicile. Cet outil comprend les archives des fusillés, créées à partir des Martirologs, ainsi que la base des victimes des répressions de Leningrad élaborée par l'historien pétersbourgeois Anatole Razoumov.

### Récompenses
- Le 15 juin 2018, le projet « Dernière adresse connue » a reçu le prix de la Fondation Karl-Wilhelm-Fricke (de)[9], la dotation reçue a été reversée au projet ukrainien « Ostannia adressa »[10].

## Installation de plaques en Russie
Créé à Moscou, « Dernière adresse connue » s'est développée dans les villes où se sont organisés des mouvements de citoyens. Les plaques sont installées dans plus de 50 villes russes, la plupart à Moscou et à Saint-Pétersbourg, mais aussi à Krasnoïarsk, Ekaterinbourg, Tomsk, Taganrog, Orel, Perm, etc.
En février 2020, 1000 plaques commémoratives avaient été installées.

## Installation de plaques en dehors de Russie
Ce projet a pris une dimension internationale hors des frontières russes :
- Le 5 mai 2017 a démarré le projet autonome Ostannia adressa en Ukraine[12],[13] ;
- Le 27 juin 2017, jour commémorant les détenus politiques, les premières plaques du projet Poslední adresa sont apparues en République Tchèque[14],[15] ;
- Le 2 août 2018, a été lancée Ultima adresa en Moldavie[16] ;
- Depuis le 5 octobre 2018, le projet უკანასკნელი მისამართი. საქართველო[17] fonctionne officiellement en Géorgie[18] ;
- Le 30 août 2019, la première plaque du projet « Letzte Adresse » est installée en Allemagne[19] ;
- Le 25 septembre 2022, la première plaque du projet « Dernière adresse connue » est installée en France[20]

Des groupes de citoyens sont actifs dans d'autres pays, comme en Pologne, en Lituanie et en Biélorussie, ainsi qu'en Roumanie.